# Wüstung

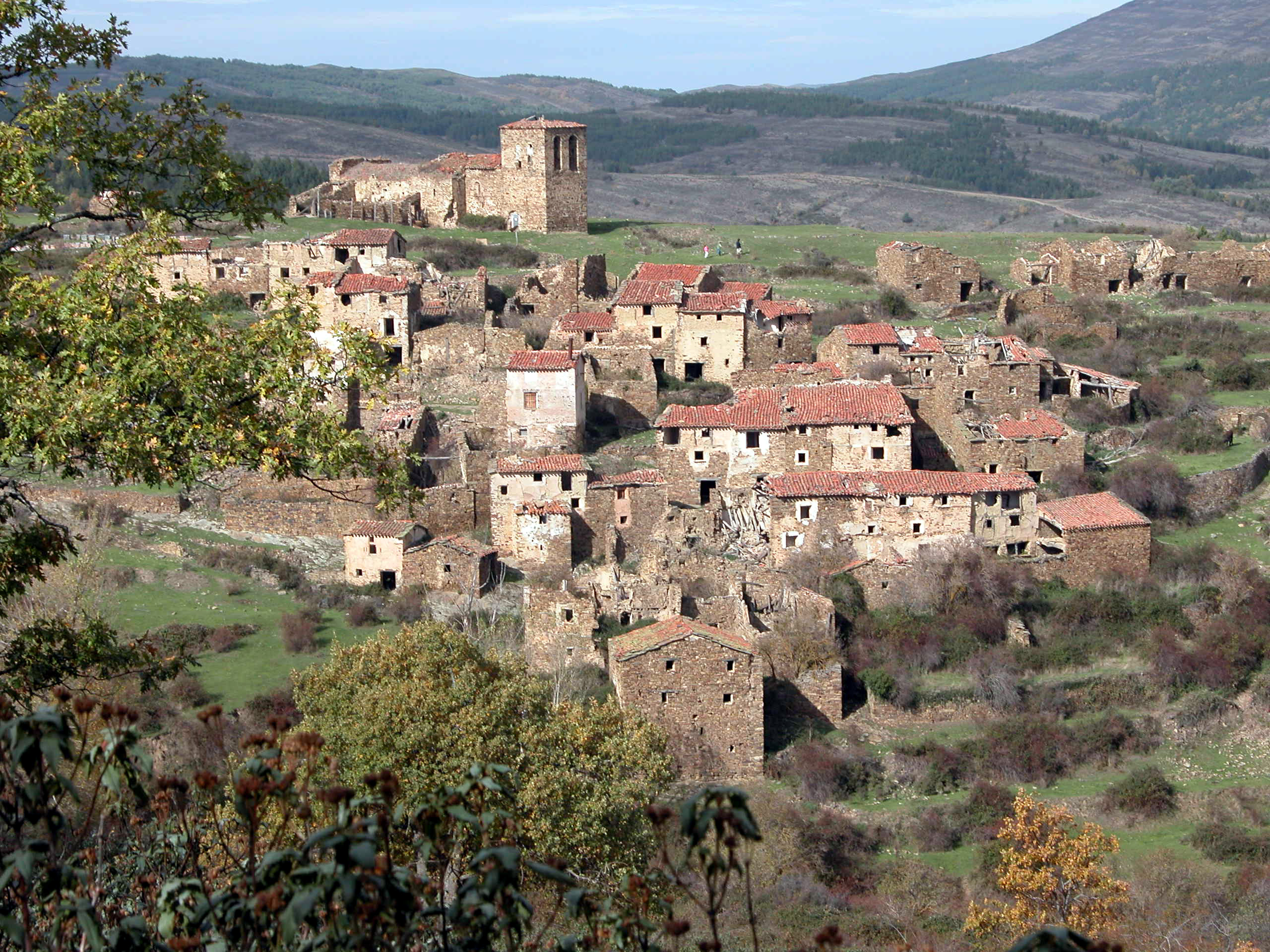
Verlassenes Dorf La Santa in der Gemeinde Munilla, La Rioja, Spanien

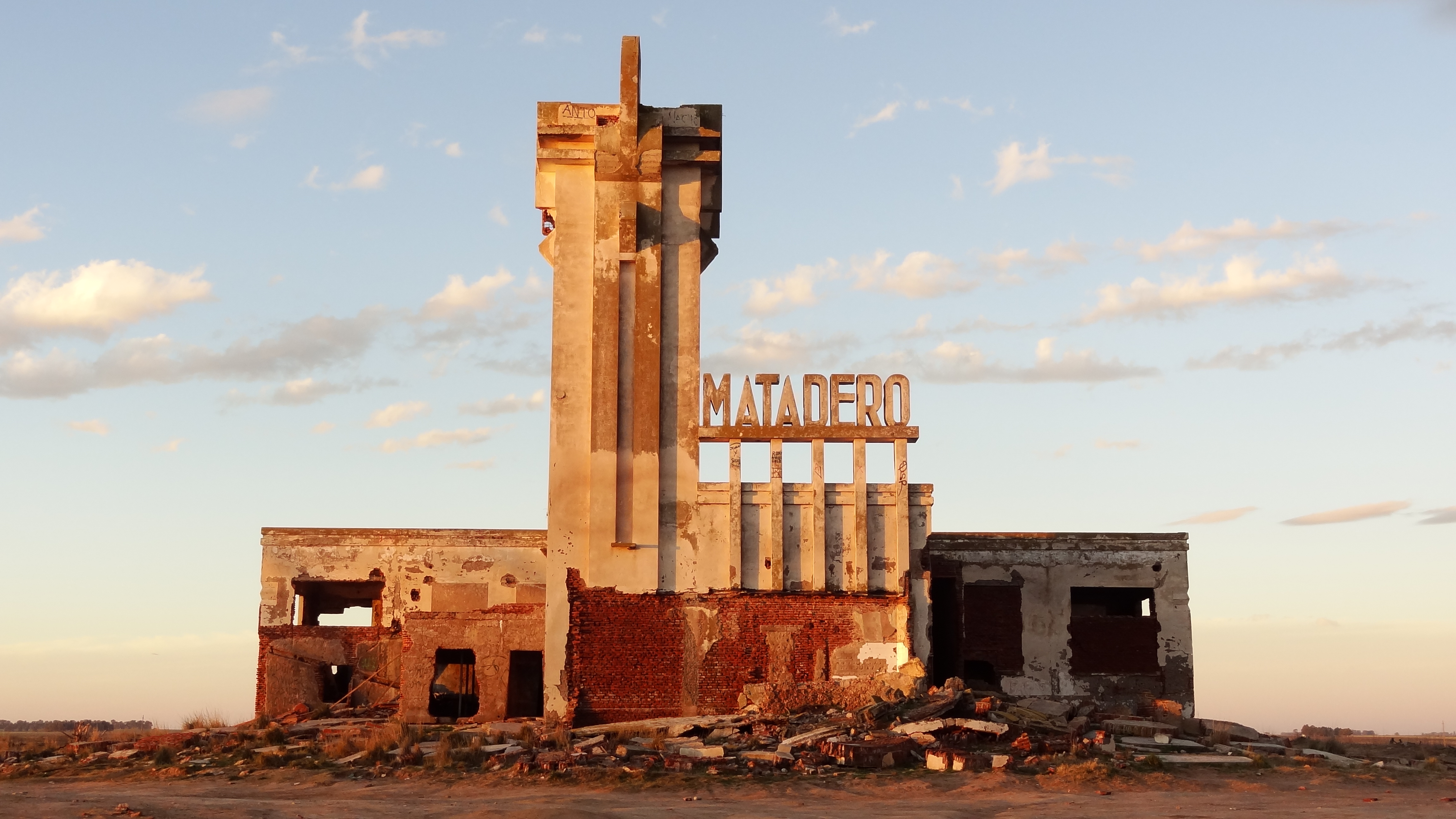
Villa Epecuén, Ruine der alten Schlachterei

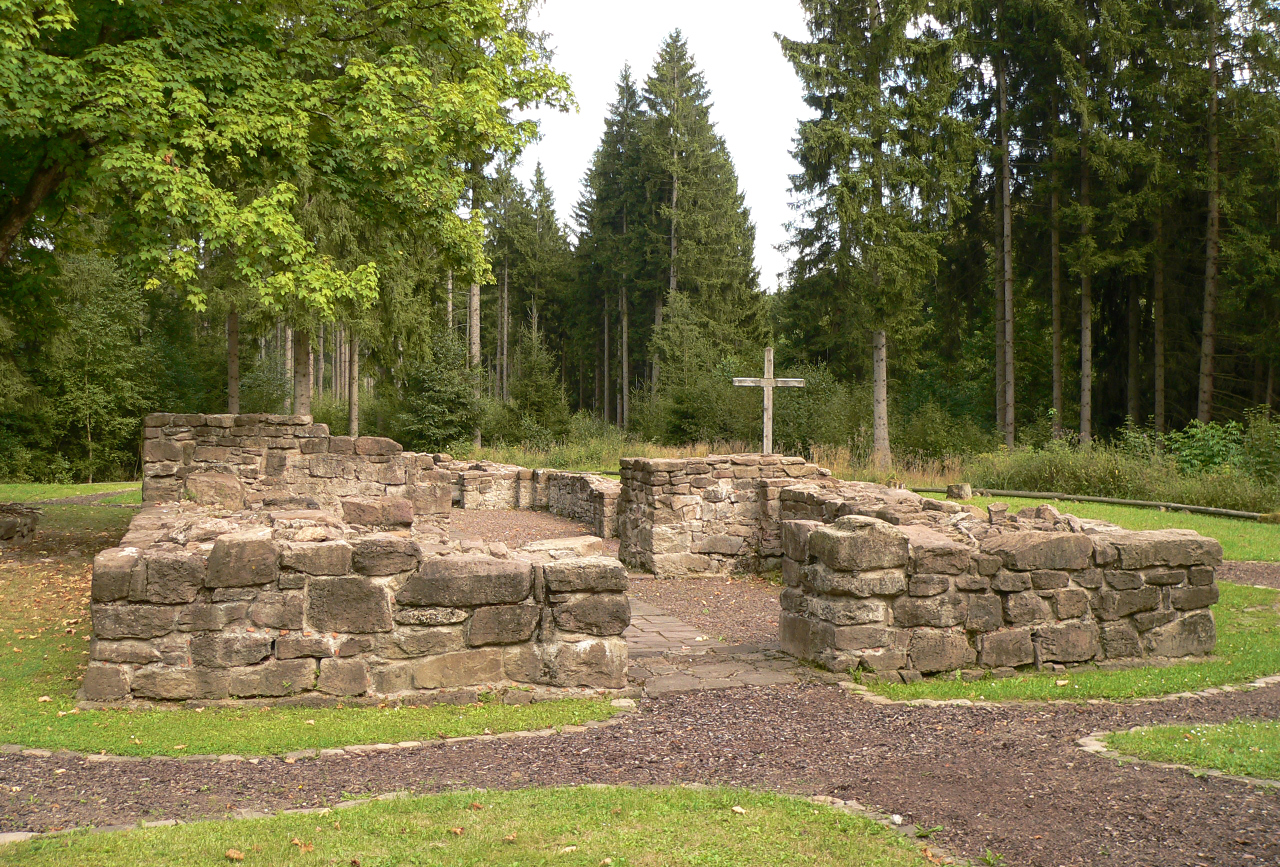
Kirchenruine der Wüstung Winnefeld

Wüstung (auch Ödung, Elende oder abgegangene Siedlung) ist die Bezeichnung für eine aufgegebene Siedlung oder Wirtschaftsfläche (Flurwüstung), an die nur noch Urkunden, Flurnamen, Reste im Boden, Ruinen oder örtliche mündliche Überlieferungen erinnern. Nicht dazu zählen archäologische Einzeldenkmäler wie Burgen oder einzelne Ruinen inmitten bewirtschafteter Regionen. Gelegentlich wird die Bezeichnung auch auf Ortschaften angewendet, die erst seit dem 20. Jahrhundert devastiert wurden.
Zeiten, in denen viele Siedlungen wegen Bevölkerungsrückgang aufgegeben wurden, nennt man Wüstungsperioden. Aufgegebene Siedlungen vorgeschichtlicher Zeit werden nicht als Wüstung bezeichnet. Auch in der Antike gab es Wüstungen, ohne dass man sie gewöhnlich als solche bezeichnet. 
Geisterstädte sind Siedlungen der Neuzeit mit verlassenen und weitgehend erhaltenen Bauwerken (Lost Places).
Im Steinkohlenbergbau bezeichnet Wüstung den durch Abbau oder Grubenbrände entstehenden Leerraum.

## Wüstungsschema nach Scharlau
Der Geograph Kurt Scharlau unterschied in den 1930er Jahren verschiedene Wüstungsarten. Sein Schema wurde seitdem mehrfach erweitert; es wird aber kritisiert, da es der Dynamik der Siedlungsexpansion und -regression (= Wüstungsprozesse) nicht gerecht werde.
Scharlau unterscheidet:
- Dorfwüstung (auch Orts- oder Siedlungswüstung) und Flurwüstung
- temporäre Wüstung (zeitweiliges Verlassen und Wiederbesiedlung) und permanente Wüstung
- partielle Wüstung (teilweise Aufgabe) und totale Wüstung

## Siedlungswüstungen

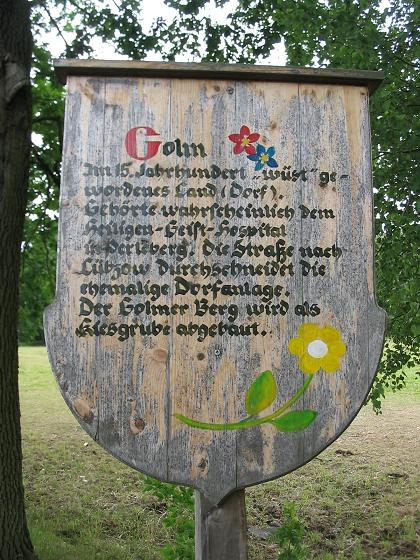
Informationstafel zur Wüstung Golm in der Prignitz

Siedlungswüstungen sind völlig aufgegebene dörfliche Siedlungen. Ausgeprägte Wüstungsvorgänge gab es in Europa im frühen und späten Mittelalter. Wüstungen sind aber nicht ausschließlich ein Phänomen der europäischen Siedlungsgeschichte, sondern es gibt sie auf der ganzen Erde. In vielen Gegenden setzte die schriftliche Überlieferung erst spät ein.
Viele Wüstungen werden nur zufällig entdeckt, weil sie von Wald oder Buschwerk überwachsen sind bzw. durch Erosion eingeflacht wurden. Manchmal machen sich verborgene oder eingeebnete Wüstungen in Luftbildern bei flachem Sonnenstand durch ihren Schattenwurf bemerkbar. Andere Arten sind aus der Luft oder mit Satelliten-Photogrammetrie erkennbar, weil sie – wie auch antike Grundmauern – Farbanomalien im Boden oder beim Bewuchs verursachen. Oftmals zeugen urkundliche Erwähnungen von Orten, die in der Folgezeit nirgendwo in jener Region erwähnt werden. Weitere Indizien für abgegangene Siedlungen können besondere Nutzungsverhältnisse sein, etwa Gartenareale weit außerhalb bestehender Siedlungen oder Unregelmäßigkeiten in der Dreizelgenwirtschaft.
Grundsätzlich wird zwischen Orts- und Flurwüstungen unterschieden. Erstere beziehen sich auf Wohn- und Wirtschaftsgebäude, letztere auf aufgegebene Äcker und Wiesen. Diese Wüstungen können teilweise oder vollständig wüstfallen (partielle/totale Orts- und Flurwüstung).
Flurformenrelikte wie Langstreifengewannflur, Wölbäcker und Lesesteinhaufen, die sich unter manchen Wäldern befinden, deuten auf Flurwüstungen hin.
Hohe Phosphatwerte in Bodenproben, eingesunkene Kellergruben, Hauspodien, Reste von Mauerfundamenten oder alte ehemalige Dorfbrunnen weisen auf Ortswüstungen hin.

### Hochmittelalterliche Wüstungen
Das Hochmittelalter war zwar grundsätzlich eine Periode der Gründung und des Wachstums von Siedlungen, es kam gelegentlich dennoch zur Entstehung von Wüstungen. Ein Beispiel für eine in dieser Zeit entstandene Wüstung ist Freyenstein (Archäologischer Park Freyenstein) im nördlichen Brandenburg, das nach einer Zerstörung infolge einer kriegerischen Auseinandersetzung mit Mecklenburg auf einer angrenzenden Niederung wieder aufgebaut wurde. Ein weiteres, gut erforschtes Beispiel ist die Stadtwüstung Nienover, die als Folge von Kämpfen um die Landesherrschaft im Solling entstand.
Zu Wüstungsbildungen kam es auch im Zusammenhang mit der hochmittelalterlichen Umstrukturierung der ländlichen Sozial- und Wirtschaftsstrukturen. Beispielsweise kam es im Zuge einer Dorfgenese oder Klostergründung nicht selten zu einer sogenannten Fehlsiedlung, wenn das Umfeld sich als ungeeignet für eine Siedlung herausstellte. Auch die Einführung der Dreizelgenwirtschaft konnte dazu führen, dass eine Siedlung an einem neuen Platz errichtet wurde oder zwei Siedlungen zusammengelegt wurden, da die gemeinschaftliche Ackerbewirtschaftung eine gewisse Mindestanzahl von Bauern erforderte. Im Zuge der im 13. Jahrhundert zunehmenden Stadtgründungen wurden ebenfalls Ortschaften aufgegeben.

### Spätmittelalterliche Wüstungsperiode und Wüstungsursachen
Während des Spätmittelalters im 14. und 15. Jahrhundert wurden überdurchschnittlich viele Siedlungen aufgegeben, wobei landschaftliche Unterschiede zu bemerken sind. Bei der Analyse der Ursachen für diese Wüstungsperiode sind auch die Gründe für die hochmittelalterlichen Wüstungen zu berücksichtigen.

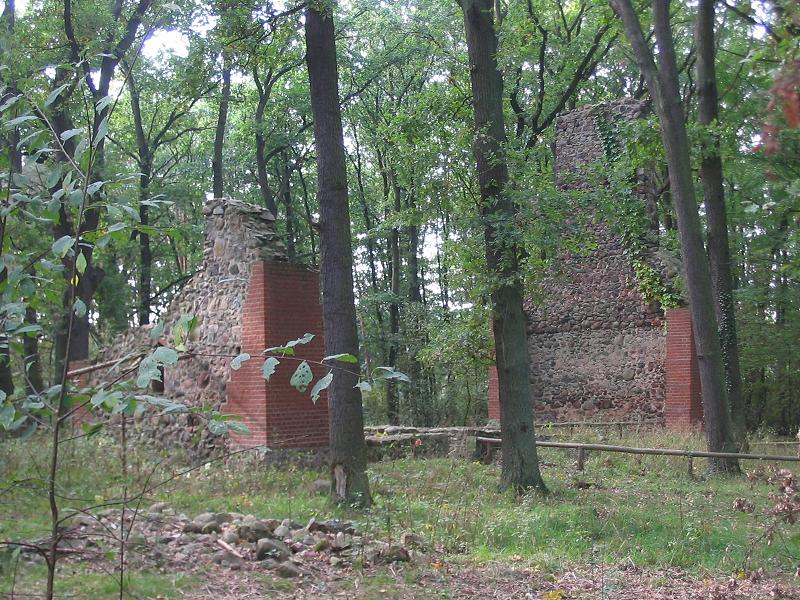
Ruine der Feldsteinkirche in der Wüstung Dangelsdorf aus dem 14. Jahrhundert

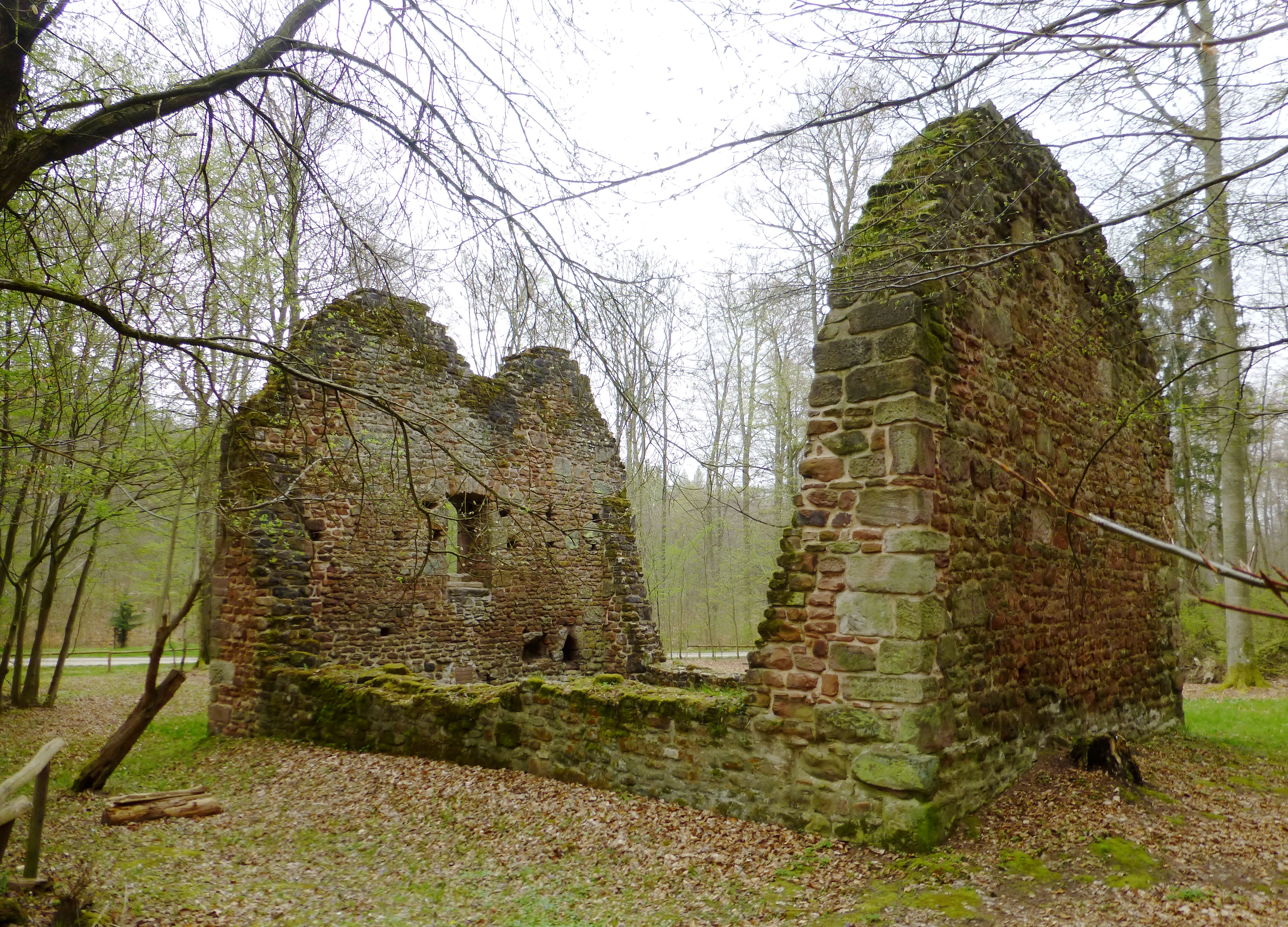
Kirchruine der Wüstung Leisenberg bei Gillersheim

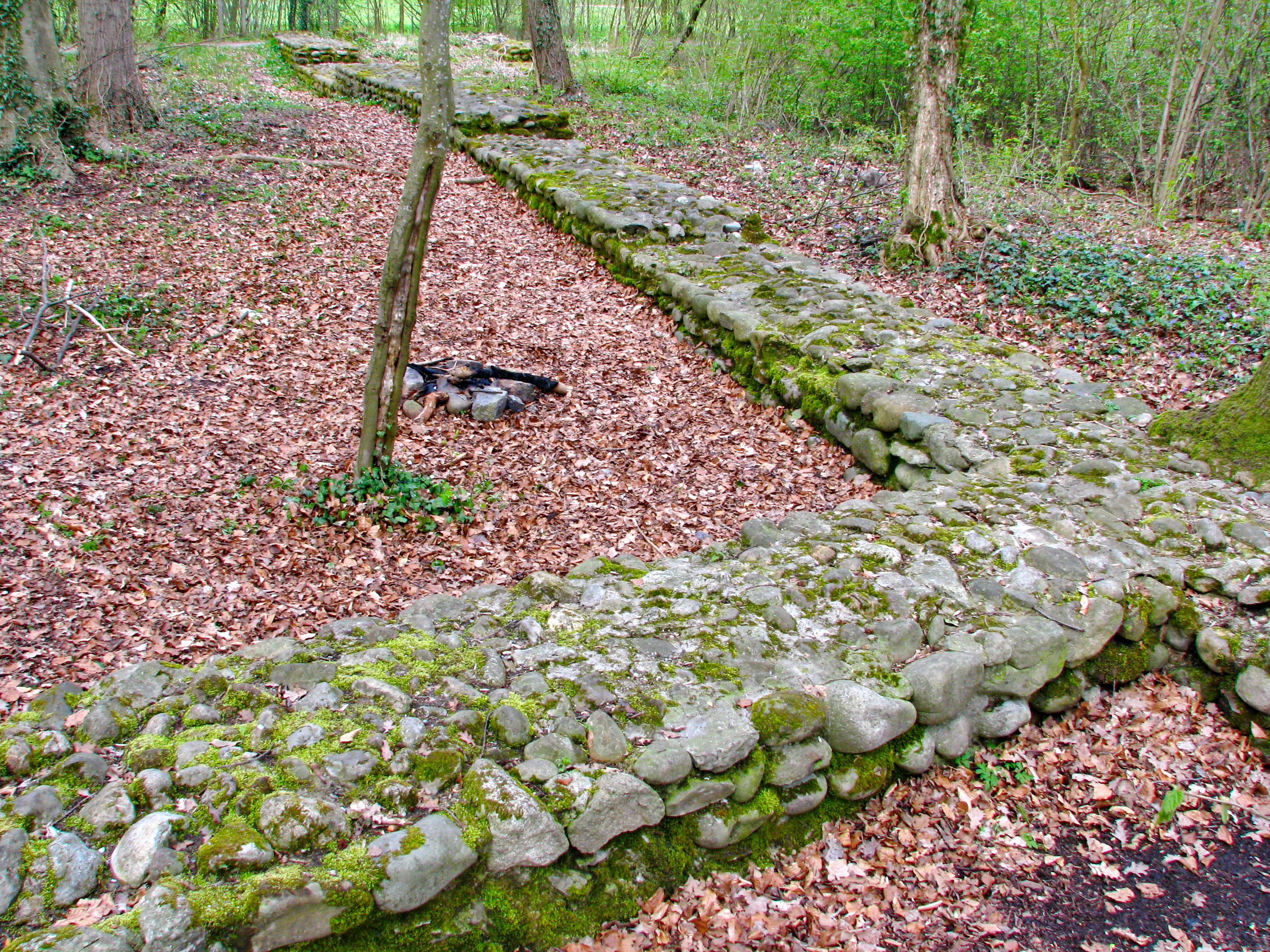
Mauerreste des Städtchens Glanzenberg in der Schweiz

Faktoren der spätmittelalterlichen Wüstungsperiode:
- Fehlsiedlung: Rücknahme von Siedlungen, die im Rahmen des Landesausbaus an ungünstigen Standorten gegründet wurden,
- Agrarkrise, Wirtschaftskrise, Missernten,
- Bodendegradation durch Rodung und Übernutzung (unter Einwirkung von Extremwetterereignissen,[3])
- Bevölkerungsrückgang infolge der Pest,
- Bauernlegen, das heißt Einziehung des Landes durch den Gutsherren,
- Zunehmende Konzentration in Großdörfern,
- Andauerndes Wachstum der Städte,
- Folgen der spätmittelalterlichen kleinen Eiszeit (Mitte 15. Jahrhundert),
- Kriegsfolgen: Zerstörungen, nicht nur im Dreißigjährigen Krieg.

Spätmittelalterliche Wüstungen in Deutschland sind beispielsweise Beidenau, Buristsorpe, Cismerstorpe, Damsdorf, Dangelsdorf, Domjüch, Dreckshausen, Düringerode, Eddessen (heute Klus Eddessen), Gendach, Hohenrode, Jahnsgrün, Jenschwitz, Landsberg in Hessen, Leisenberg, Neidlingen, Nossedil, Opritz, Pirkenreuth, Remmigheim, Schleesen, Vöhingen, Landstein

### Neuzeitliche Wüstungen
Bekannt ist das Phänomen sogenannter „Geisterstädte“, die oft nach kurzen Blütezeiten (Gold, Edelsteine etc.) wieder verödeten (wie Kolmannskuppe in Namibia, früher Deutsch-Südwestafrika).
Relativ selten anzutreffen sind moderne Wüstungen als Folge von technischen Katastrophen wie etwa der Nuklearkatastrophe von Tschernobyl, wo das radioaktiv kontaminierte Gebiet evakuiert werden musste und daher nicht nur die bekannte Geisterstadt Prypjat entstand, sondern auch mehrere Dörfer und die dazugehörigen landwirtschaftlichen Flächen aufgegeben wurden. Einige dieser Dörfer wurden abgerissen, um die Rückkehr der Bewohner zu verhindern, und können daher (anders als etwa Prypjat) als Wüstungen im engeren Sinne gelten.

#### Wüstungen als Kriegsfolgen
In den Kampfgebieten des Ersten Weltkriegs sind einige Ortschaften in der Zone rouge bis heute nicht wieder aufgebaut worden, beispielsweise Fleury und Ornes vor Verdun. Der von deutschen Wehrmachtseinheiten auf ihrem Rückzug 1944 zerstörte alte Ortsteil von Oradour-sur-Glane ist in diesem Zusammenhang ebenfalls als Wüstung zu bezeichnen.
Durch die Vertreibung der deutschen Bevölkerung aus Ostpreußen entstanden in den Jahren 1946 bis 1948 mehrere hundert Wüstungen im heutigen Kaliningrader Gebiet. Die völlig entvölkerte Provinz wurde zwar mit Bürgern der Sowjetunion wieder besiedelt, allerdings betraf das im Wesentlichen die Städte wie Königsberg, Gumbinnen oder Pillau, während kleinere Orte und Dörfer dem Verfall preisgegeben waren. Ähnliches gilt für viele Gebirgsdörfer des Erzgebirges, des Egerlandes und des Böhmerwaldes im Grenzgebiet Tschechiens zu Deutschland, wo nach der Vertreibung der Deutschböhmen und Deutschmährer Wohnstätten nicht wieder besiedelt wurden. Die Altstadt des im Zweiten Weltkrieg zur Festung erklärten Küstrin ist nach dem Krieg ebenfalls nicht wieder aufgebaut worden und stellt heute eine Wüstung dar. Wüstungen finden sich auch in den Gebirgen Schlesiens, wie zum Beispiel Groß Iser im Isergebirge.

#### Wüstungen für militärische Zwecke
Durch die Ausweisung von Truppenübungsplätzen nach 1933 im Deutschen Reich wurden größere Landstriche entvölkert. Die dort lebende Bevölkerung wurde teilweise entschädigt und umgesiedelt. Die Ortschaften sind zum Teil heute noch als Ruinenfelder erkennbar, oder sie wurden für Übungen im Häuserkampf erhalten.
Truppenübungsplätze mit zahlreichen Wüstungen sind:
- Erprobungsstelle Rechlin mit den Wüstungen Klopzow, Leppin, Roggentin und Rechlin,
- Wahn in Niedersachsen,
- Bergen in Niedersachsen,
- Senne in Nordrhein-Westfalen, Wüstungen: Hövelsenne und Haustenbeck,
- Vogelsang mit Wüstung Wollseifen (Eifel),
- Döberitz in Brandenburg,
- Altmark in der Colbitz-Letzlinger Heide, mit den Wüstungen Salchau, Schnöggersburg und Paxförde,
- Münsingen in Baden-Württemberg, mit der Wüstung Gruorn,
- Grafenwöhr und Hohenfels in der Oberpfalz (wobei Grafenwöhr schon in den Jahren 1907 bis 1910 angelegt wurde),
- Baumholder in Rheinland-Pfalz,
- Hammelburg in Bayern, mit Bonnland und Hundsfeld (abgesiedelt 1937/38),
- Allentsteig in Niederösterreich,
- Königsbrück in Sachsen, mit den Wüstungen Bohra, Krakau, Otterschütz, Quosdorf, Röhrsdorf, Rohna, Steinborn, Zietsch und Zochau,
- Wildflecken in Bayern und Hessen mit mehreren abgegangenen Orten,
- Halbinsel Wustrow,
- Altengrabow in Sachsen-Anhalt, mit den Wüstungen Gloine, Thümermark und Klitsche (Aufstellung bereits 1893).

Zur Errichtung geheimer Militärobjekte wurden an strategisch wichtigen und abgelegenen Orten Bunkeranlagen und Gefechtsstände errichtet, beispielsweise:
- Landkreis Mecklenburgische Seenplatte: Katzenhagen.

#### Wüstungen an der ehemaligen innerdeutschen Grenze
Einige Orte, die innerhalb der fünf Kilometer breiten Sperrzone an der innerdeutschen Grenze lagen, wurden zwangsentsiedelt und später geschleift. Im Kreis Nordwestmecklenburg ereilte 13 Orte dieses Schicksal. Insgesamt wurden an der Grenze mehr als 50 Orte zerstört.
Eine unvollständige Liste:
- Landkreis Nordwestmecklenburg: Bardowiek (Selmsdorf), Lankow (bei Mustin), Lenschow und Wahlstorf (Lüdersdorf), Neuhof (Gadebusch),
- Landkreis Ludwigslust-Parchim: Neu Zweedorf, Wendisch Lieps,
- Landkreis Hildburghausen: Billmuthausen, Erlebach, Leitenhausen,
- Kreis Schleiz: Dornholz,
- Kreis Salzwedel: Groß Grabenstedt, Jahrsau, Stresow,
- Kreis Sonneberg: Kaulsroth, Liebau, Korberoth, Christiansgrün bei Tettau,[5]
- Landkreis Schmalkalden-Meiningen: Schmerbach, Ruppers, Birxmühle,
- Kreis Altmark: Stresow,
- Kreis Eichsfeld: Taubenthal bei Falken, Vorwerk Karneberg, Gut Greifenstein, Rittergut Keudelstein,
- Vogtlandkreis: Ebersberg, Hammerleithen, Markusgrün, Stöckigt, Troschenreuth.[6]

#### Weitere moderne Wüstungen
Der unmittelbar in der Einflugschneise des Fliegerhorstes Nörvenich gelegene Ort Oberbolheim wurde 1969 zum Schutz der Bewohner vor Lärm und eventuellen Abstürzen umgesiedelt. Der ehemalige Ort ist aber noch in Resten und Straßenführungen erkennbar. Der Hamburger Stadtteil Hamburg-Altenwerder wurde ab den 1960er Jahren zugunsten der Hafenerweiterung aufgegeben. Nur die Kirche blieb erhalten.
Franzheim ist eine Wüstung, die sich auf dem Gelände des heutigen Flughafens München befindet. Der Ort entstand Anfang des 19. Jahrhunderts als Streusiedlung im Erdinger Moos und wurde in den 1970er Jahren aufgrund des Flughafenbaus aufgegeben.
Untergegangene Orte, die den Tagebauen zum Opfer fielen, können nach der Definition von Scharlau nicht als Wüstung bezeichnet werden. Solche Orte sind unter anderem Alt-Inden, Horno, Lohn, Magdeborn und Obermerz. Dasselbe gilt für Orte, die in Stauseen verschwunden sind. Bekannte Beispiele sind (Alt-)Fall im Isarwinkel und (Alt-)Graun am Reschenpass, dessen Kirchturm noch aus dem Wasser ragt.

## Flurwüstungen
Bei der Flurwüstung oder Ödung wird auch das Wirtschaftsland aufgegeben – während es ansonsten bei der Aufgabe einer Siedlung von den Nachbarorten aus weiterhin genutzt wurde. Regional bezeichnet der Begriff abgegangen eine Siedlungswüstung. Im 20. Jahrhundert kam es in den Alpen und anderen Gebirgen zur Auflassung von Almgebieten als einer Form der Wüstung von Kulturland.
Es gibt einige Beispiele, bei denen sich Altflurrelikte unter Wald erhalten haben – teilweise in Verbindung mit Ortswüstungen, teilweise aber auch als aufgegebene Flurteile noch heute existierender Orte.
Eine Definition von Flurwüstungen ist jedoch insofern problematisch, als es sich selten um eine totale Aufgabe der Wirtschaftsflächen, sondern eher um die Umnutzung einer Fläche handelt. Ehemaliges Ackerland kann später eben auch extensiv als Weideland oder Streuwiese weiter genutzt werden. Auch die Wiederbewaldung bedeutet kein Ende menschlichen Wirtschaftens. In der Praxis bedeutet Flurwüstung zumeist die Aufgabe von Ackerland.
Im weiteren Sinne zählt man auch aufgegebene Straßen, Eisenbahntrassen, Almen (etwa wegen Gletschervorstößen aufgegeben, siehe auch Übergossene Alm), Militärflächen und industrielle oder handwerkliche Anlagen dazu. Dafür finden sich gelegentlich Begriffe wie „Wegwüstung“ (Altstraße), „Almwüstung“ und „Anlagenwüstung.“

## Sonstiges
2018 waren in Hessen 3508 Wüstungen im Landesgeschichtlichen Informationssystem (LAGIS) erfasst. Darauf basierend ergibt eine konservative Hochrechnung für ganz Deutschland eine Anzahl von mindestens 40.000 Wüstungen.
Selten kommt es vor, dass Wüstungen in der Neuzeit wiederbesiedelt und unter dem Namen der Wüstung neugegründet wurden. Als ein Beispiel ist Göttingerode, Ortsteil der Stadt Bad Harzburg im Landkreis Goslar in Niedersachsen zu nennen, das im 14. Jahrhundert als zuletzt „Gotingeroht“ wüst fiel und in den 1930er-Jahren aus wirtschaftlichen Gründen (Bergbau) an ungefähr derselben Position neu aufgebaut wurde.